# Salome van Valkenburg
Salome van Valkenburg († 1186) was een 12e-eeuwse edelvrouw uit het Huis Valkenburg-Heinsberg die aan het eind van haar leven korte tijd gravin van Assel was, genoemd naar het kasteel Asselburg in Noord-Duitsland, tegenwoordig Burgdorf (Wolfenbüttel).
Salome was een dochter van Gosewijn II van Valkenburg-Heinsberg en Adelheid van Sommerschenburg. Bij het overlijden van haar man  Otto van Winzenburg-Assel in 1175 stierf de mannelijke lijn van de graven van Assel uit. Hierna trad Salome op als voogdes, gravin van Assel op. Dit wordt bekrachtigd door onder andere het feit dat het graafschap pas na het overlijden van Salome wordt opgeëist door de bisschop van Hildesheim.

## Huwelijk en kinderen
Salome was getrouwd met  Otto van Winzenburg-Assel, graaf van Assel en zoon van Hendrik van Winzenburg en Eufemenia van Vohburg.
Ze kregen een dochter:
- Adelheid († 25 december 1185), getrouwd met Adolf III van Schaumburg en Holstein